# Гусине
Гусине (на сръбски: Гусиње) е град в Черна гора. Той е административен център на община Гусине – най-новата община в страната, която се отделя от община Плав от 2014 г.

## География
Градът има 1673 жители според преброяването на населението от 2011 г. Той се намира в близост до границата с Албания, при устието на река Вруйе (на йекавски изговор). Градчето е разположено в югозападната част на Плав-Гусинската долина, на около 900 метра над морското равнище, под стръмните склонове на Проклетия – от юг на север. Заобиколено е от високи планини – на юг са Асенац и Визитор, има суров климат.

## История
Историческите сведения за Гусине и района са малко и откъслечни. Барският родослов отбелязва жупата Гуисенио. През 14 век в жупата на Плав е отбелязяно село Гусино, без съмнение днешното Гусине.
По османско време районът на Гусине е в Малешия на климентите. Местните жители на Гусине търгуват с Шкодра, Печ и Митровица. От района на Гусине е известният Али паша Гусински.
През Гусине преминава старият кервански път от Котор, през Шкодра, за Печ (през Чакор) с известната Печка патриаршия.

## Личности
- Али паша Гусински
- Беки Бекич, певец
- Али Халил Гушанац – пръв дахия на Осман Пазвантоглу и бранител на Белградската крепост от въстаниците на Карагеорги Петрович